# Kononowicz
Kononowicz (forma żeńska: Kononowicz/Kononowiczowa/Kononowiczówna; liczba mnoga: Kononowiczowie) – polskie nazwisko. Na początku XXI wieku w Polsce mieszkały 644 osoby je noszące. Pochodzi od imienia Konon.
Rodzina szlachecka Kononowiczów pieczętuje się herbem Radwan.

## Znane osoby noszące to nazwisko

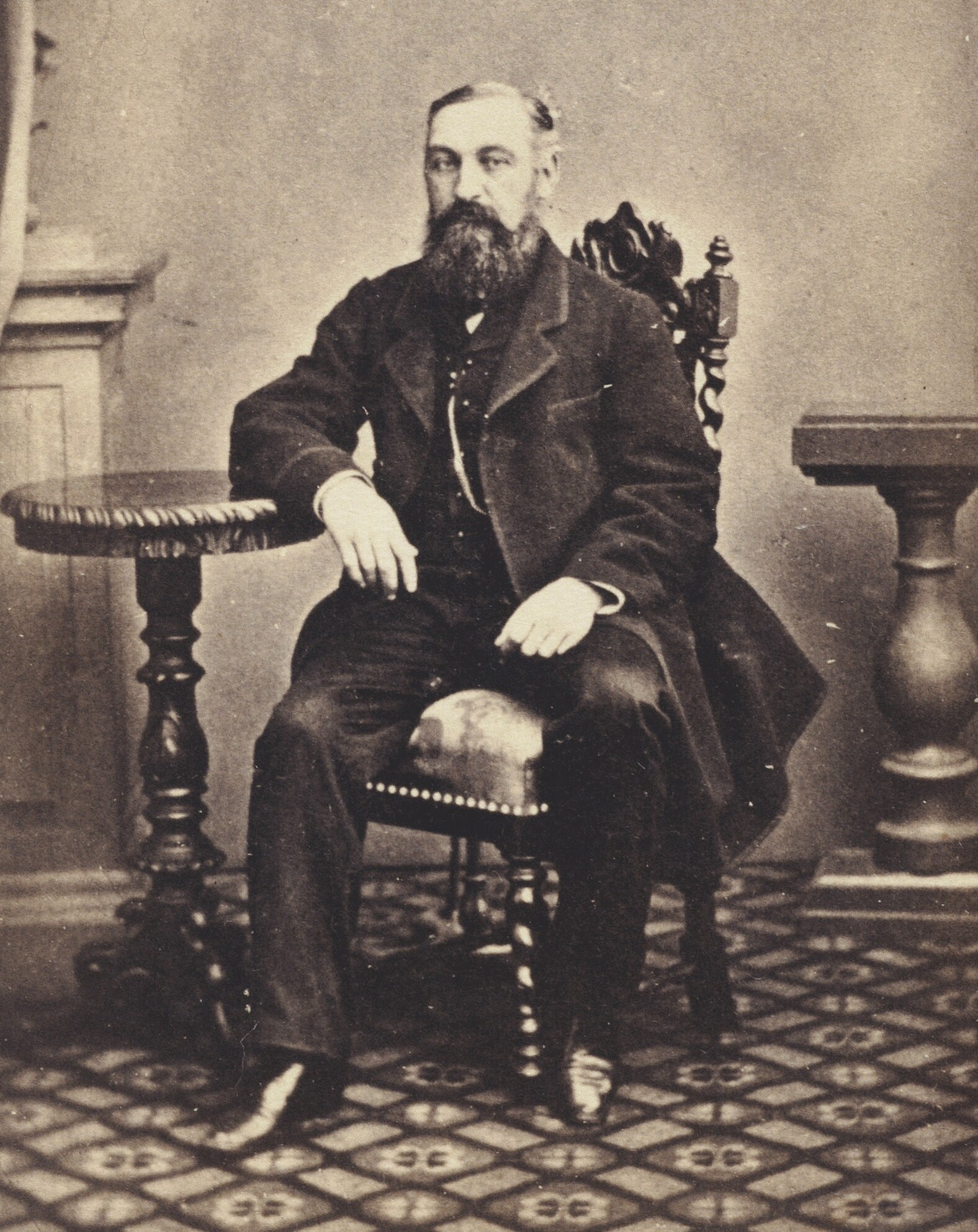
Władysław Kononowicz (1820–1863)

- Andrzej Kononowicz – polski biolog, profesor Uniwersytetu Łódzkiego[3]
- Edmund Władysław Kononowicz – polski żołnierz, porucznik PSZ, kawaler VM[4]
- Irena Kononowicz (1910–1967) – polska lekarka radiolog i działaczka niepodległościowa
- Konstanty Kononowicz (1892–1988) – rosyjski wojskowy, major dyplomowany kawalerii Wojska Polskiego
- Krzysztof Kononowicz (1963–2025) – polski działacz polityczny i samorządowy, aktywista lokalny i wideobloger
- Maciej Kononowicz (1912–1986) – polski poeta, satyryk, prozaik oraz tłumacz literatury białoruskiej, poseł na Sejm PRL II kadencji
- Sawa Kononowicz – hetman kozaków rejestrowych w 1637 roku
- Uładzimir Kananowicz/Władimir Kononowicz (ur. 1964) – białoruski historyk
- Wanda Kononowicz – polska architekt, profesor Politechniki Wrocławskiej i Uniwersytetu Zielonogórskiego[5]
- Władysław Kononowicz (1820–1863) – pułkownik wojsk powstańczych w czasie powstania styczniowego
- Zenon Kononowicz (1903–1971) – polski malarz, grafik i pedagog
- Józef Kononowicz-Horbacki (zm. 1653) – biskup prawosławny I Rzeczypospolitej.